# Rosenborg Ballklub Kvinner
Il Rosenborg Ballklub Kvinner, meglio noto come Rosenborg BK Kvinner o semplicemente Rosenborg, e fino al 2019 noto come Sportsklubben Trondheims-Ørn, è una società calcistica femminile norvegese con sede a Trondheim. È la squadra norvegese più titolata, avendo vinto il campionato norvegese per sette volte e la coppa nazionale per otto volte. Inoltre, a livello internazionale, ha raggiunto la semifinale nell'edizione 2004-2005 della UEFA Women's Cup, l'allora denominazione del massimo campionato europeo per club. Milita in Toppserien, la massima serie del campionato norvegese femminile di calcio.
A partire dalla stagione 2020, la società ha stretto una collaborazione col Rosenborg Ballklub, cambiando denominazione in Rosenborg Ballklub Kvinner e colori sociali da giallo e blu a bianco e nero.

## Storia
La società venne fondata a Trondheim da un gruppo di ragazzi il 18 maggio 1917, affiliandosi nel 1920 alla Arbeidernes Idrettsforbund. Originariamente, era una società polisportiva che negli anni si occupò di varie discipline sportive tra cui calcio, sci nordico, pattinaggio di velocità su ghiaccio, track and field, e nuoto. Nel 1952 si aggiunse la pallamano e nel 1961 l'hockey su ghiaccio.
Negli anni la società si è iscritta con diverse ragioni sociali. Il nome originale del club era "Ørn", tuttavia, per evitare confusione con altre squadre che utilizzavano lo stesso nome, venne in seguito mutato in "Ørn, Trondheim". Intorno al 1950 venne introdotta la denominazione "Trondheims-Ørn", necessità dettata dall'esortazione degli organi federali a cambiare nome in quanto esisteva già un club costituito precedentemente che utilizzava lo stesso nome. Da allora la società ha indifferentemente utilizzato, alternandoli per decenni, sia la grafia con ("Trondheims-Ørn") che quella senza trattino ("Trondheims Ørn"), tuttavia l'ultimo logo utilizzato dalla società ed introdotto nel 2003 riporta la grafia Trondheims-Ørn.
Le ragazze entrarono a far parte della società nel 1952 con la pallamano. La squadra di calcio femminile venne istituita nel 1972, dodici anni prima che fosse organizzato un campionato nazionale. Nel 1984, al fine di valorizzare la promozione del solo calcio femminile, vennero interrotte le attività di calcio maschile insieme a tutti gli altri sport. La squadra femminile di calcio prese parte sin da subito al campionato norvegese e dal 1994 iniziò un decennio nel quale il Trondheims-Ørn vinse 7 sette titoli nazionali, dei quali quattro consecutivi dal 1994 al 1997, e 8 coppe nazionali, delle quali quattro consecutive dal 1996 al 1999. La squadra prese parte alla UEFA Women's Cup 2001-2002, prima edizione della torneo europeo femminile di calcio per club organizzato dalla UEFA: dopo aver superato agevolmente la fase a gironi, venne eliminato nei quarti di finale dall'HJK, che rimontò la vittoria delle norvegesi nella gara di andata. Il Trondheims-Ørn partecipò anche all'edizione 2002-2003, venendo di nuovo eliminato nei quarti di finale, questa volta dalle danesi del Fortuna Hjørring. Nell'edizione 2004-2005 le norvegesi scesero in campo a partire dalla seconda fase a gironi, che chiusero al primo posto. Nei quarti di finale il Trondheims-Ørn superò senza grosse difficoltà le bielorusse del Babrujčanka, ma venne poi eliminato dalle tedesche del Turbine Potsdam, che avrebbero poi vinto il torneo, con un 7-1 complessivo.
Negli anni successivi il Trondheims-Ørn continuò a militare in Toppserien, mantenendo mediamente posizioni di metà classifica. Le gialloblu raggiunsero la finale della Coppa di Norvegia in due occasioni, senza riuscire a conquistare nuovamente il trofeo: nel 2010 vennero sconfitte per 7-0 dal Røa, mentre nel 2014 persero per 3-1 dal LSK Kvinner.
Nel dicembre 2019 venne avanzata la proposta di collaborazione col Rosenborg Ballklub, società operante nel calcio maschile e vincitrice di 26 titoli nazionali. Nella riunione annuale straordinaria, tenutasi il 27 gennaio 2020, venne deciso all'unanimità di accettare la collaborazione col Rosenborg BK, di cambiare denominazione alla società in Rosenborg Ballklub Kvinner e di cambiare i colori sociali da giallo e blu a bianco e nero. L'incontro annuale dei membri della società, tenutosi il 13 febbraio 2020, accolse le decisioni prese nel precedente incontro, formalizzando i cambiamenti. Venne adottato il logo del Rosenborg BK senza le due stellette, avendo la società vinto 7 campionati femminili, mentre la data di fondazione, 1917, venne confermata, poiché sia il Rosenborg BK sia il Trondheims-Ørn sono stati fondati nel 1917.

## Allenatori
- 1975  Sigmund Hansen
- 1976-1979  Terje Berg
- 1980  Halvor Flatekval
- 1980-1982  Terje Berg
- 1983  Harald Rian
- 1984-1986  Hans Petter Larsen
- 1987  Stein Erik Hegerberg
- 1988-1990  Svein Hugaas
- 1991  Rune Akersveen
- 1992-1993  Hans Petter Larsen
- 1994  Michael Hansen
- 1995-1996  Terje Berg
- 1997-1999  Sturla Voll
- 2000-2005  Trond Nordsteien
- 2006-2011  Gøril Kringen
- 2011-2014  Thomas Dahle
- 2015  Trond Schjølberg, Kevin Ingebrigtsen
- 2015-2016  Trond Nordsteien
- 2016-2018  Thomas Dahle
- 2019-2024  Steinar Lein
- 2024-  Robin Shroot

## Calciatrici
Tra le più famose calciatrici che hanno giocato con la maglia del Trondheims-Ørn si annoverano Ann Kristin Aarønes, Karen Espelund, Ragnhild Gulbrandsen, Gøril Kringen, Brit Sandaune, Merete Myklebust, Anita Waage, Randi Leinan e Unni Lehn.

## Palmarès

### Competizioni nazionali
- Campionato norvegese: 7

1994, 1995, 1996, 1997, 2000, 2001, 2003
- Coppa di Norvegia: 9

1993, 1994, 1996, 1997, 1998, 1999, 2001, 2002, 2023

### Competizioni internazionali
- Campionato nordico: 1

1997

### Altri piazzamenti
- Coppa di Norvegia:

Finalista: 1978, 1980, 1986, 1989, 1995, 2010, 2014
- UEFA Women's Champions League:

Semifinalista: 2004-2005

## Statistiche

### Partecipazione ai campionati
| Livello | Categoria   | Partecipazioni | Debutto | Ultima stagione | Totale |
| ------- | ----------- | -------------- | ------- | --------------- | ------ |
| 1º      | 1. divisjon | 12             | 1984    | 1995            | 37     |
| 1º      | Eliteserien | 4              | 1996    | 1999            | 37     |
| 1º      | Toppserien  | 21             | 2000    | 2020            | 37     |

### Partecipazioni alle coppe
| Competizione      | Partecipazioni | Debutto   | Ultima stagione | Totale |
| ----------------- | -------------- | --------- | --------------- | ------ |
| Coppa di Norvegia | 43             | 1978      | 2020            | 43     |
| UEFA Women's Cup  | 3              | 2001-2002 | 2004-2005       | 3      |

## Organico

### Rosa 2021
Rosa, ruoli e numeri di maglia come da sito ufficiale.
| N. |                     | Ruolo | Calciatrice          |
| -- | ------------------- | ----- | -------------------- |
| 1  | Norvegia (bandiera) | P     | Rugile Rulyte        |
| 2  | Norvegia (bandiera) | D     | Mari Kristine Vik    |
| 3  | Norvegia (bandiera) | D     | Mali Lilleås Næss    |
| 4  | Norvegia (bandiera) | D     | Ina Lundereng Vårhus |
| 5  | Norvegia (bandiera) | C     | Cesilie Andreassen   |
| 6  | Norvegia (bandiera) | C     | Elin Sørum           |
| 7  | Norvegia (bandiera) | C     | Emilie Marie Joramo  |
| 8  | Norvegia (bandiera) | D     | Maria Olsvik         |
| 9  | Norvegia (bandiera) | A     | Elen Sagmo Melhus    |
| 10 | Norvegia (bandiera) | A     | Sara Kanutte Fornes  |
| 11 | Norvegia (bandiera) | C     | Siw Døvle            |
| 12 | Norvegia (bandiera) | P     | Kristine Nøstmo      |

| N. |                     | Ruolo | Calciatrice                |
| -- | ------------------- | ----- | -------------------------- |
| 14 | Norvegia (bandiera) | A     | Maiken Bakke               |
| 15 | Norvegia (bandiera) | A     | Celine Emilie Nergård      |
| 16 | Norvegia (bandiera) | A     | Matilde Alsaker Rogde      |
| 17 | Norvegia (bandiera) | C     | Kristine Minde             |
| 19 | Norvegia (bandiera) | D     | Emilie Bragstad            |
| 24 | Norvegia (bandiera) | D     | Solfrid Vaagan Hofset      |
| 25 | Norvegia (bandiera) | A     | Karoline Nagelhus Hernes   |
| 26 | Norvegia (bandiera) | D     | Marita Olsen               |
| 27 | Norvegia (bandiera) | A     | Lisa-Marie Karlseng Utland |
| 41 | Norvegia (bandiera) | C     | Julie Blakstad             |
| 88 | Norvegia (bandiera) | A     | Emilie Lein                |

### Rosa 2020
Rosa, ruoli e numeri di maglia come da sito ufficiale.
| N. |                     | Ruolo | Calciatrice                |
| -- | ------------------- | ----- | -------------------------- |
| 1  | Norvegia (bandiera) | P     | Birthe Emilie Christiansen |
| 2  | Norvegia (bandiera) | D     | Mari Kristine Vik          |
| 3  | Norvegia (bandiera) | D     | Mali Lilleås Næss          |
| 4  | Norvegia (bandiera) | D     | Ina Lundereng Vårhus       |
| 5  | Norvegia (bandiera) | C     | Cesilie Andreassen         |
| 6  | Norvegia (bandiera) | C     | Elin Sørum                 |
| 7  | Norvegia (bandiera) | C     | Rakel Engesvik             |
| 8  | Norvegia (bandiera) | D     | Maria Olsvik               |
| 9  | Norvegia (bandiera) | A     | Elen Sagmo Melhus          |
| 10 | Norvegia (bandiera) | A     | Marit Clausen              |
| 11 | Norvegia (bandiera) | C     | Siw Døvle                  |
| 12 | Norvegia (bandiera) | P     | Kristine Nøstmo            |
| 14 | Norvegia (bandiera) | A     | Maiken Bakke               |
| 15 | Norvegia (bandiera) | A     | Celine Emilie Nergård      |

| N. |                     | Ruolo | Calciatrice                |
| -- | ------------------- | ----- | -------------------------- |
| 16 | Norvegia (bandiera) | A     | Siri Oline Berg-Johansen   |
| 17 | Norvegia (bandiera) | C     | Laura Gashi                |
| 18 | Norvegia (bandiera) | C     | Kristine Minde             |
| 19 | Norvegia (bandiera) | C     | Emilie Bragstad            |
| 20 | Norvegia (bandiera) | C     | Emilie Marie Joramo        |
| 22 | Norvegia (bandiera) | P     | Rugile Rulyte              |
| 23 | Norvegia (bandiera) | A     | Sara Kanutte Fornes        |
| 24 | Norvegia (bandiera) | D     | Solfrid Vaagan Hofset      |
| 25 | Norvegia (bandiera) | A     | Karoline Nagelhus Hernes   |
| 26 | Norvegia (bandiera) | D     | Marita Olsen               |
| 27 | Norvegia (bandiera) | A     | Lisa-Marie Karlseng Utland |
| 41 | Norvegia (bandiera) | C     | Julie Blakstad             |
| 88 | Norvegia (bandiera) | A     | Emilie Lein                |